# Bungle Bungle

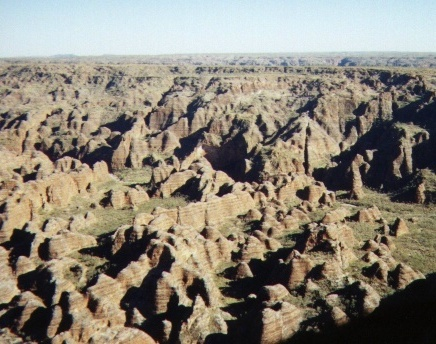
Widok ogólny

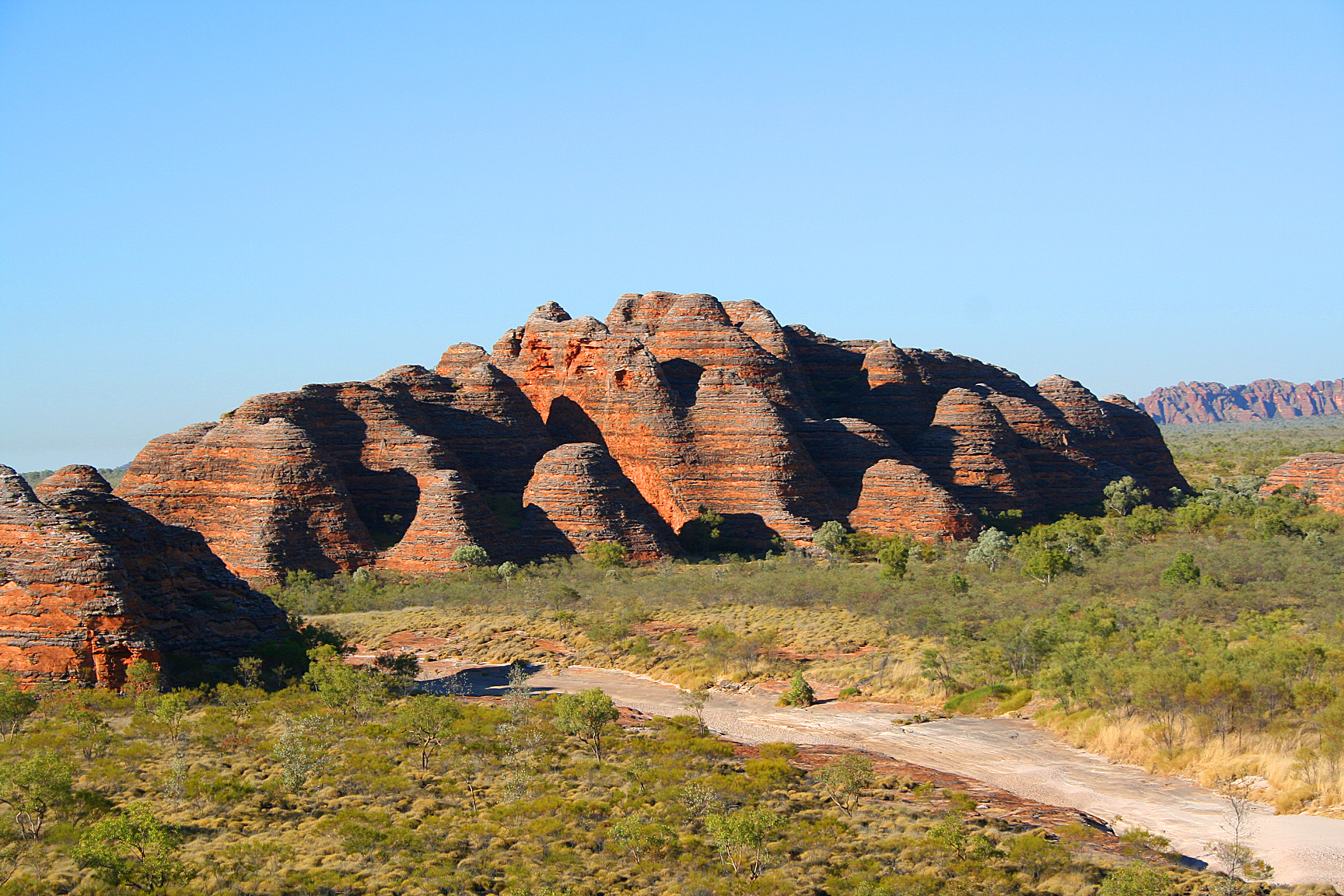

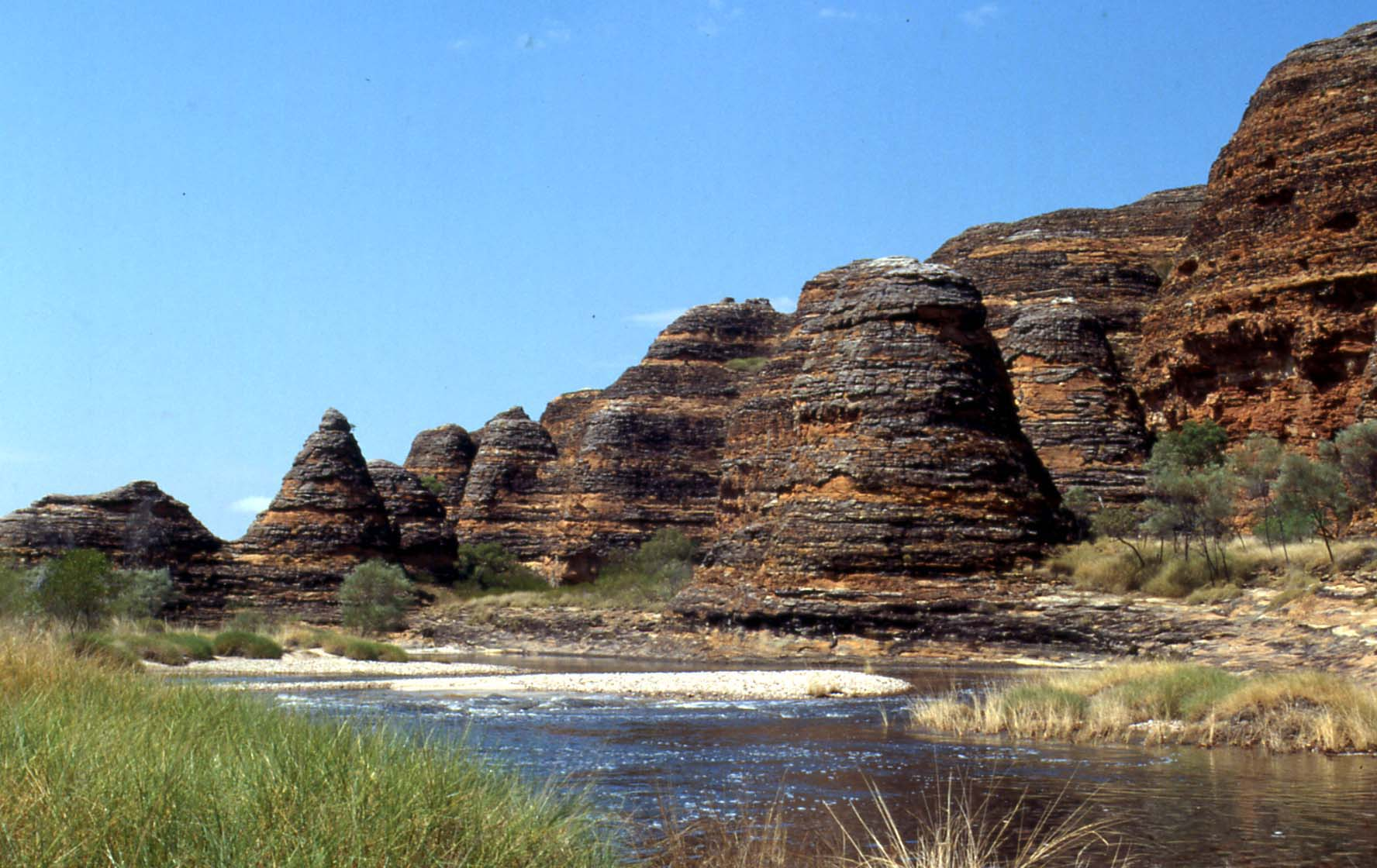
W porze deszczowej

Bungle Bungle – góry w północnej części Australii Zachodniej, położone na wyżynie Kimberley, pomiędzy rzekami Ord i Red Rock Creek.
Znajdują się na terenie Parku Narodowego Purnululu. Przypominają wysokie kopki siana zbudowane z nagich piaskowców ułożonych w postaci poziomych wstęg w kolorze pomarańczowym i szarym. Ich wiek szacowany jest na ok. 350 mln lat. Wznoszą się na wysokość do 578 m n.p.m.
Tworzą swoisty system labiryntów zbudowanych z kanionów, które człowiek odnalazł dopiero w latach 80. XX wieku. Dla swych walorów widokowych teren ten jest najchętniej oglądany z pokładu samolotu, gdyż najlepiej są wówczas widoczne ich prążkowane wzniesienia utworzone z warstw różnych minerałów.
Na całym terenie panują trudne warunki pogodowe. Temperatura powietrza sięga powyżej 40 °C. Płynące kanionami rzeki w porze suchej wysychają, by w okresie pory deszczowej, przypadającej na miesiące listopad–marzec, spaloną słońcem ziemię zamienić w tętniącą życiem zieleń.